# フランス国家警察特別介入部隊
特別介入部隊（とくべつかいにゅうぶたい）は、フランス国家警察の特殊部隊で、正式名称は「捜査・支援・介入・抑止」（フランス語: Recherche, Assistance, Intervention, Dissuasion）であり、RAIDと略称される。

## 歴史
国家警察総局（DGPN）では、1972年にドイツで発生したミュンヘンオリンピック事件を受けて、公共安全中央局（DCSP）指揮下の特殊部隊として介入部隊（GIPN）の編成に着手した。同年10月27日、ジョルジュ・グエン・ヴァン・ロック上級警視正の指揮下に、マルセイユに1個隊が設置されたのを皮切りに、1985年までに7個隊が編成された。これらの隊は、DGPNの指令に応じて全国に展開可能ではあったが、基本的にはそれぞれの拠点近傍の事件に対応していた。GIPNでは対応困難な事案に対しては、やはりミュンヘンオリンピック事件を受けてパリ警視庁が設置したコマンド対策部隊（BRI-BAC）が投入されていたが、これは捜査介入部（BRI-PP）の刑事たちを基幹とした集成部隊であり、人質救出作戦・対テロ作戦に専従する人員ではなかったことから、出動が重なると通常業務に支障をきたすおそれがあったほか、パリ警視庁の部隊であるためにDGPNの指揮下にはなく、パリ圏外への投入には、その都度、内務大臣からの命令を受ける必要があった。
このことから、1985年10月23日、国家警察総局（DGPN）の直轄下で、全国規模で対テロ作戦に対応する部隊が設置されることとなった。これがRAIDである。

## 編制

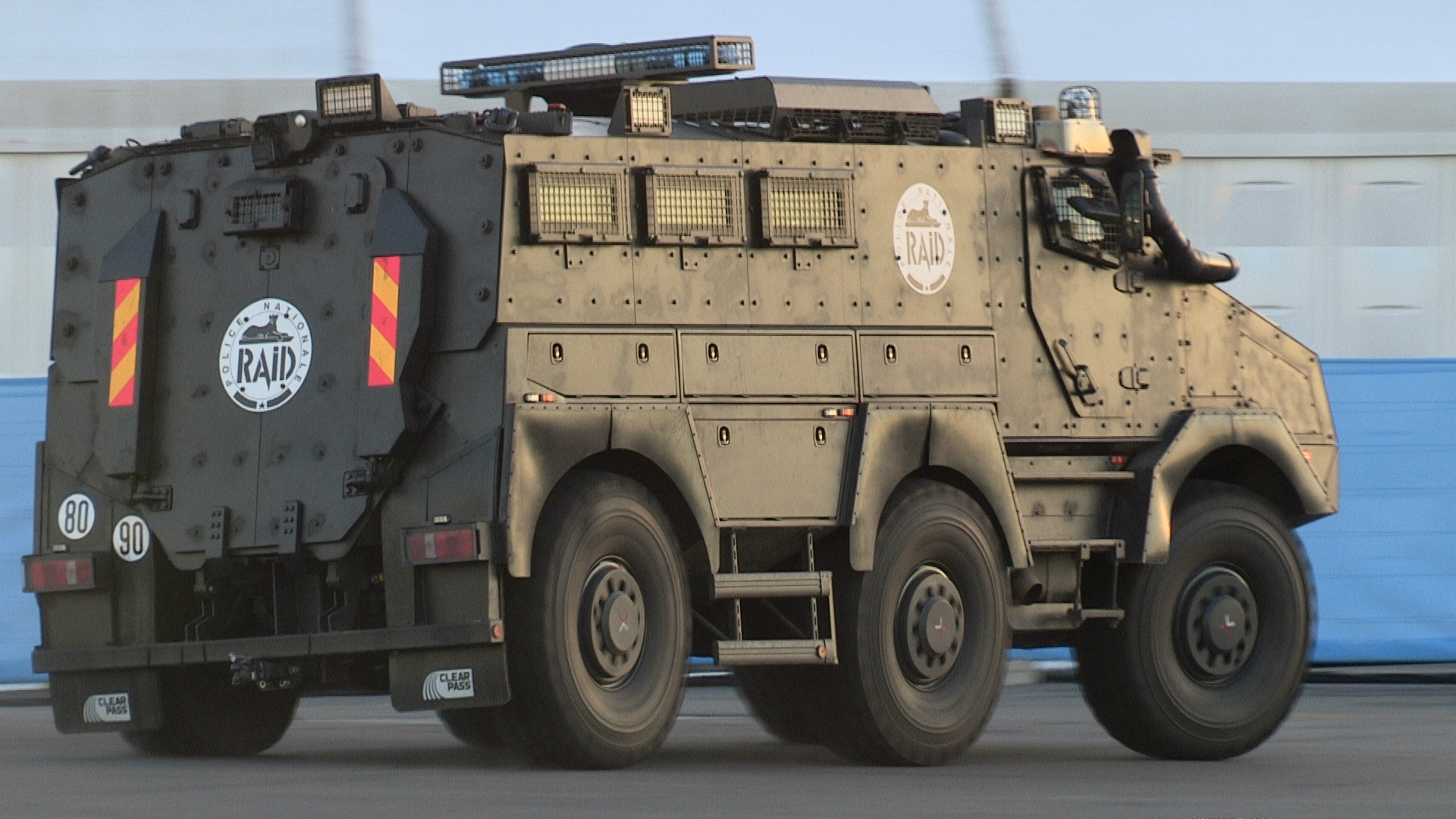
RAIDのネクスター「ティトゥス」装輪装甲車

上記の経緯から、RAIDは、フランス国家警察の最高指揮組織である国家警察総局（DGPN）の直轄下にあり、当初は170人規模で編制されていた。国家警察の最精鋭部隊として、他の部隊よりも手厚い予算措置が組まれている。国家警察はフランスの都市圏での警察活動を担当しており、この担当地域内で発生した事案のうち、GIPNでは対応が困難なものについてRAIDが対応する体制となっていた。その後、2009年7月31日に国家警察介入総隊（FIPN）が設置され、RAIDとGIPN、そしてBRI-BACの作戦指揮が統一されることになった。その後、2015年4月に国内のGIPN部隊は廃止され、RAIDに統合された。これにより、人員は約300人に増強された。
入隊するためには最低5年間の勤務歴が必要とされる。9か月の訓練コースでは、航空機など輸送機関への突入、空挺降下、戦闘潜水、監視などの訓練を行う。

## 装備

### 非致死性装備
- テーザー - ユーロサトリ2024の訓練展示で確認されている[9]。

### 拳銃
- マニューリン MR 73

- ベレッタM92
- グロック17/19/26
- SIG SP2022

### 短機関銃
- H&K MP5
- FN P90

### 散弾銃
- GENESIS Arms GEN-12 - ユーロサトリ2024の訓練展示で、「GEN-12 10.5インチ（12ゲージ、10連弾倉仕様）」が確認されている[9]。
- サイガ - GEN-12の前に採用されていた[9]。

### 自動小銃
- SIG SG551[10]
- M4カービン
- H&K G36 - ユーロサトリ2024の訓練展示で、EOtech HWSやAN/PEQ-15レーザーサイト、シュアファイア製ウェポンライトを取り付けた「G36C」が確認されている[9]。
- H&K HK417 - ユーロサトリ2024の訓練展示で、Schmidt&bender 1-8×24スコープとAimpoint Micro T-2ダットサイトを取り付けた本銃が確認されている[9]。
- FN SCAR
- SIG MCX - ユーロサトリ2024の訓練展示で、「MCX Virtus」が確認されている[9]。

### 狙撃銃
- ティッカT3 - 国家警察の狙撃手で標準的な狙撃銃。
- ブレイザーR93LRS2[8] - 特級射手用。
- PGMウルティマラティオ - 特級射手用。ユーロサトリ2024の訓練展示で、NightforceOpctics社製のATACR 5-25×56スコープを取り付けたINTERVENTRIONバレル仕様の本銃が確認されている[9]。
- PGM ヘカートII - 1,000メートル以上の超長距離射撃に備えた対物ライフル[11]。

### 車両
- Cambi ブラックウルフ 装甲車 - カナダ製の装甲車。ユーロサトリ2024の訓練展示で、ルーフに突入用タラップを取り付けた車両が確認されている[9]。  - RAID隊員によるVIP警護訓練 (2018年)

RAID隊員によるVIP警護訓練 (2018年)
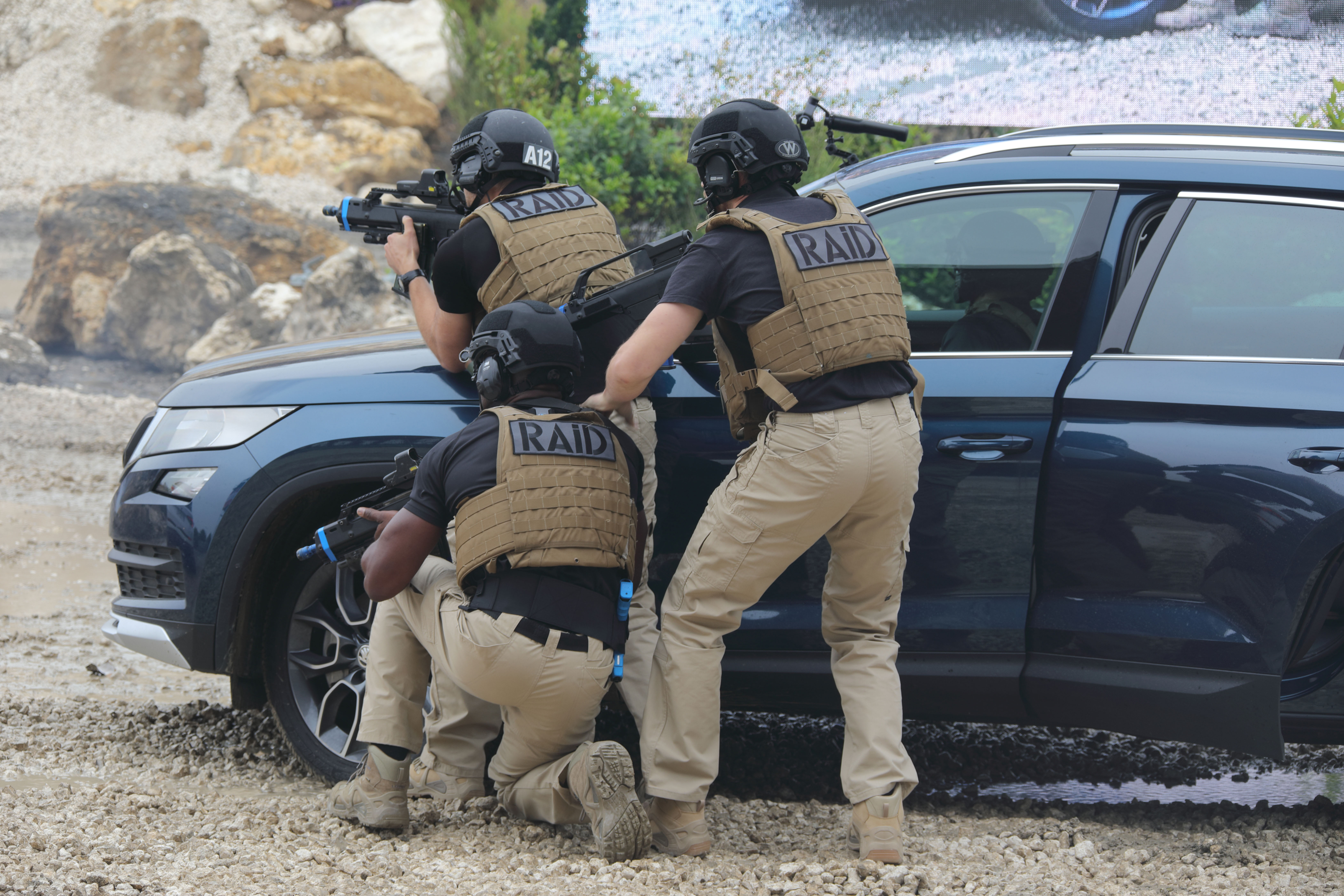
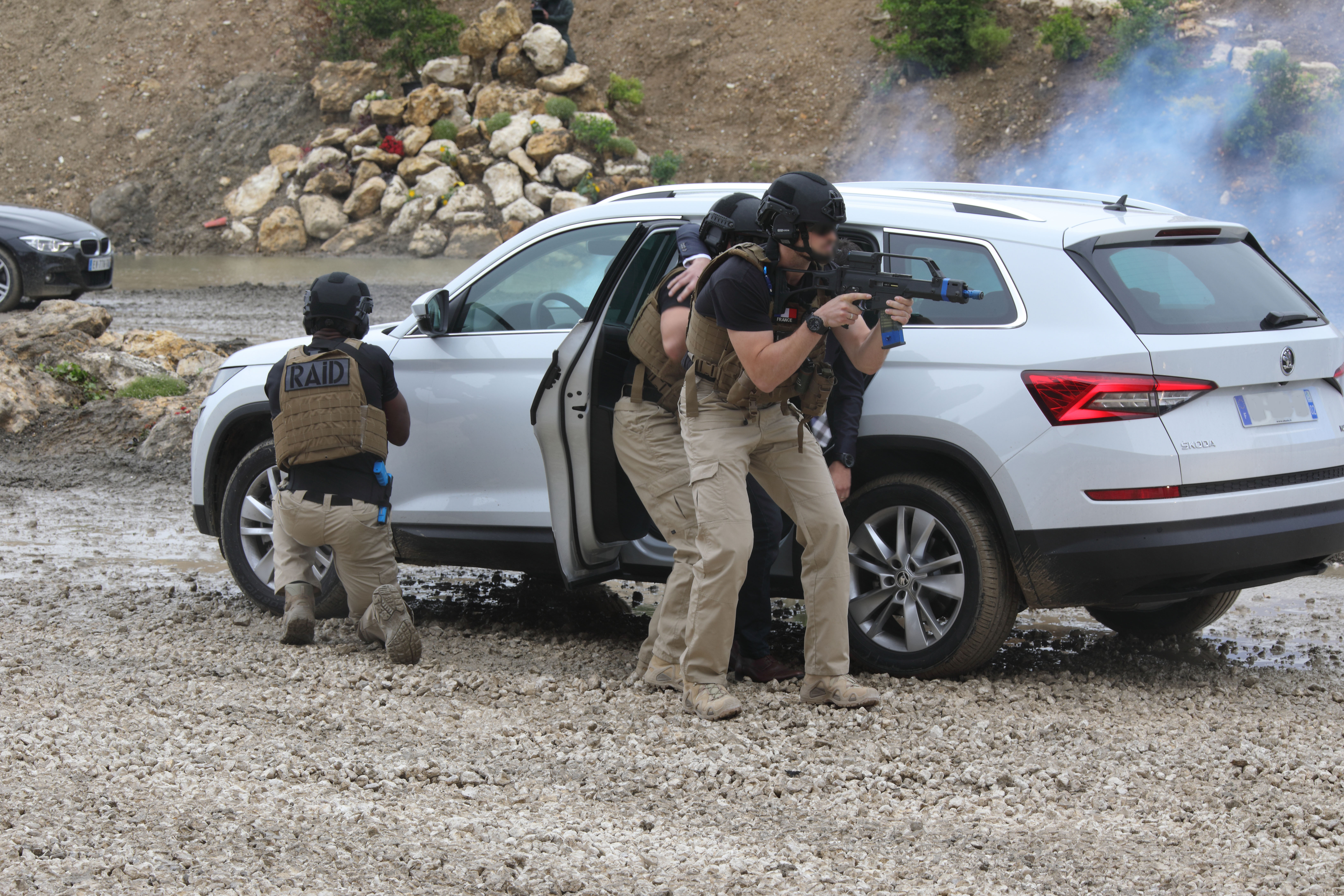
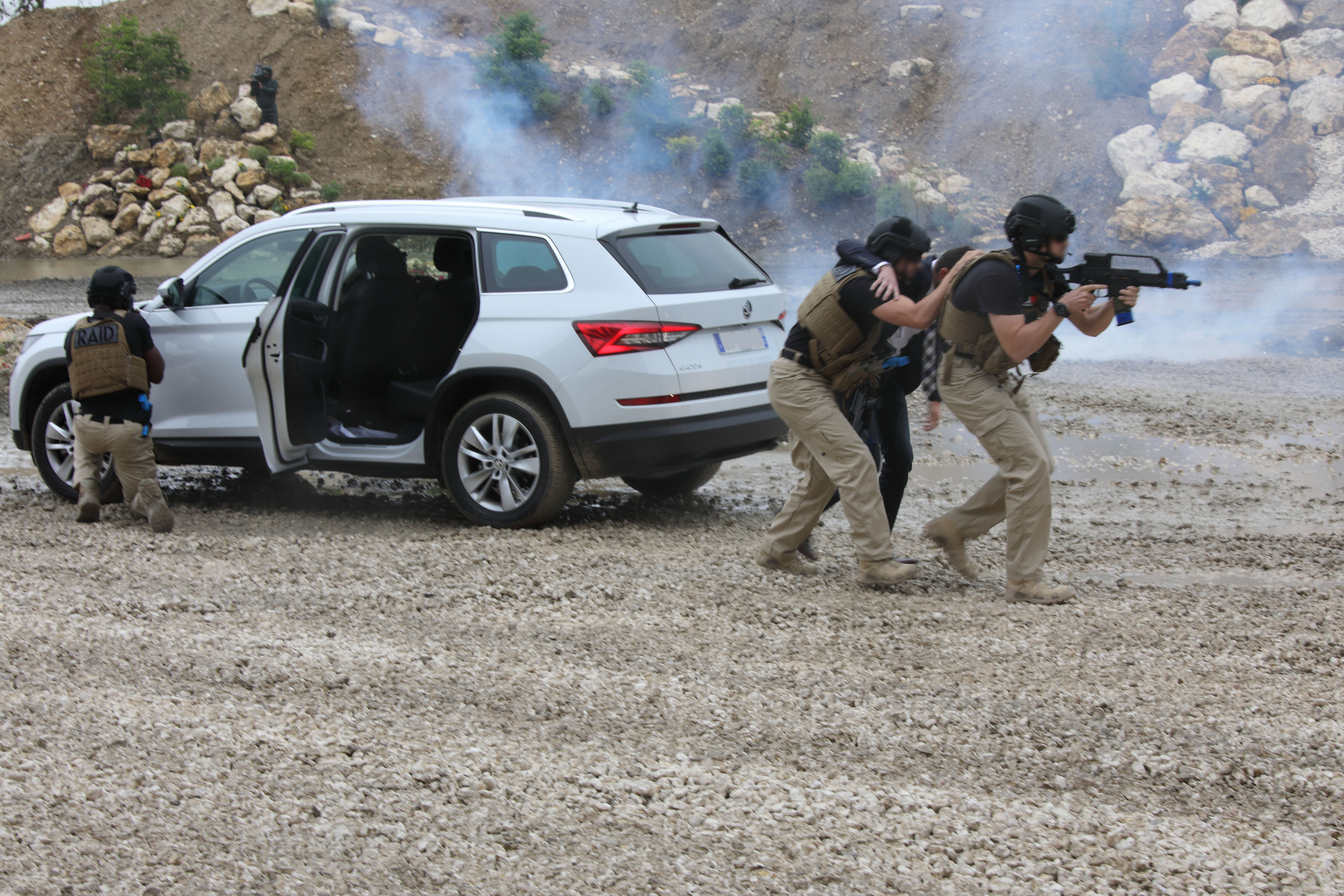

## 活動史
創設直後の1985年12月にナントで発生した重罪院立てこもり事件で早速出動した。また1987年の直接行動幹部の検挙や、1993年5月にヌイイ＝シュル＝セーヌで発生した保育園立てこもり事件での出動により、国民の間でも有名になった。
2012年3月のミディ＝ピレネー連続銃撃事件では、家宅捜索に抵抗した殺人容疑者宅を包囲、32時間後に突入。約4分間の激しい銃撃戦の後、容疑者が窓からバルコニーへ出たところを狙撃手が射殺。突入側は2人が軽傷。
また2015年1月9日のユダヤ食品店人質事件や同年11月13日のバタクラン劇場占拠事件（パリ同時多発テロ事件）では、パリ警視庁のBRI-BACと共同で突入を行っている。